# TOP2B
Топоизомераза ДНК 2-бета — фермент, кодируемый у человека геном TOP2B.
Этот ген кодирует ДНК топоизомеразу, фермент, который контролирует и изменяет топологические состояния ДНК во время транскрипции. Этот ядерный фермент участвует в процессах, таких как конденсация хромосом, хроматидное разделение и снижение торсионного напряжения, которое происходит во время транскрипции ДНК и репликации. Он катализирует переходной взлом и воссоединение двух нитей дуплексной ДНК, позволяя нитям пройти сквозь друг друга, изменяя таким образом топологию ДНК. Две формы этого фермента существуют как вероятные продукты в случае дупликации генов. Ген, кодирующий форму бета, локализуется на хромосоме 3, а форму альфа —локализуется на хромосоме 17. Ген, кодирующий этот фермент функционирует в качестве цели для нескольких противоопухолевых агентов, например митоксантрона, и множество мутаций в этом гене связаны с развитием лекарственной устойчивости. Снижение активности этого фермента может также играть роль в атаксии-телеангиэктазии . Альтернативный сплайсинг этого гена приводит к двум вариантам транскриптов; однако второй вариант ещё не полностью описан.

## Взаимодействия
TOP2B, как было выявлено, взаимодействуют с BAZ1B, HDAC1, гистондеацетилазой 2, CD3E, SUMO1 и P53.